# Municipio de Comins
El municipio de Comins (en inglés: Comins Township) es un municipio ubicado en el condado de Oscoda en el estado estadounidense de Míchigan. En el año 2010 tenía una población de 1970 habitantes y una densidad poblacional de 10,59 personas por km².

## Geografía
El municipio de Comins se encuentra ubicado en las coordenadas 44°44′13″N 84°0′45″O / 44.73694, -84.01250. Según la Oficina del Censo de los Estados Unidos, el municipio tiene una superficie total de 185.96 km², de la cual 182.74 km² corresponden a tierra firme y (1.73%) 3.22 km² es agua.

## Demografía
Según el censo de 2010, había 1970 personas residiendo en el municipio de Comins. La densidad de población era de 10,59 hab./km². De los 1970 habitantes, el municipio de Comins estaba compuesto por el 98.38% blancos, el 0.15% eran afroamericanos, el 0.46% eran amerindios, el 0.1% eran asiáticos, el 0.05% eran isleños del Pacífico, el 0.05% eran de otras razas y el 0.81% pertenecían a dos o más razas. Del total de la población el 0.61% eran hispanos o latinos de cualquier raza.